# Grb Avstrije
Grb Avstrije se v trenutni različici uporablja od konca prve svetovne vojne.
Na prsih orla je stari ščit Avstrijskega vojvodstva, katerega heraldična zastava je tedaj postala tudi državna zastava. Orel drži v krempljih leve noge zlati srp, v krempljih desne noge pa drži zlato kladivo. Na prvi pogled ta dva simbola spominjata na komunistično simboliko, vendar pa sta ta dva simbola povezana s tretjim, zlato krono v obliki mestnega obzidja, ki jo ima orel na glavi. Ti trije simboli predstavljajo avstrijske delavce, kmete in meščane. 
Po drugi svetovni vojni je bila orlu na noge dodana pretrgana veriga, ki predstavlja osvoboditev Avstrije izpod fašizma.